# Andrés Bedó
Andrés Bedó (Montevideo, 20 de diciembre de 1959) es un músico y compositor uruguayo.

## Trayectoria
Andrés Bedó comienza su carrera como músico a mediados de los 70, a los 16 años, tocando en una obra para niños. Luego comienza a tocar en un grupo de jazz rock. En 1978 vuelve a hacer teatro para niños, donde conoce a Jorge Galemire, Etchenique, entre otros. 
Luego, y hasta 1989, participa de conciertos y giras, como acompañante fijo u ocasional de  solistas uruguayos (El Sabalero, J. Galemire, Lágrima Ríos, Rubén Olivera (músico), Rumbo, Dino, Eduardo Mateo, Los Terapeutas, Jaime Roos, Leo Maslíah, Urbano Moraes, entre otros), e integrando grupos de diferentes orientaciones (Baldío, Cuarteto de Nos, Jorginho Gularte, Bando Sur, etc) en los que ocasionalmente incluye composiciones propias. 
Con casi todos ellos realiza grabaciones, participando en parte o la totalidad de unos cuarenta discos (Jorginho Gularte, Cuarteto de Nos, Carlos Benavídez, Quique Cano y Helena Paglia, Pepe Guerra, Rubén Olivera, Raul Elwanger (Brasil), etc.), siendo en algunos casos también productor musical, coproductor o arreglador.
Forma un trío con los músicos Quique Cano y Roberto Galletti con quienes toca varios años conformando la base de lo que luego sumando una cuerda de tambores sería el Bando Sur de Jorginho Gularte. 
Paralelamente al trabajo de intérprete o arreglador compone música para obras de teatro, cortometrajes, e improvisa para grupos de danza y teatro experimental.
En 1984 lleva a cabo varios conciertos en dúo con Leo Maslíah ("Música y otras mentiras").
En 1987 compone e interpreta íntegramente el disco “Yo sé que ahora vendrán caras extrañas”. El concierto de presentación de ese disco, en dúo junto al percusionista Jorge Camiruaga, es según Horacio Buscagliaa en ”El País”, el mejor del año 1988.
En 1989 se radica en España donde se vincula con el ambiente flamenco, y realiza trabajos con Ketama como su tecladista, así como con Aurora, Tomatito, José Mercé, Enrique de Melchor, Vicente Soto, Jose Soto Sorderita, Antonio Canales, Belmonte, Manglis (“Manteca”), Nina Corti (Suiza), entre otros.
En España participó en varias decenas de discos como pianista, entre ellos, en discos de solistas a quienes frecuentemente acompaña como Pedro Guerra, Ismael Serrano, Jorge Drexler; y también en discos de grupos musicales como Ketama, La Calle Caliente, Kepa Junkera. Fue parte de la Orquesta Nacional de Jazz de España como pianista, en su primer año.
Ha realizado composiciones para cortometrajes (“La Conjura de los Locos”,  “Golpe a Golpe”), largometrajes ("Impétigo"), teatro (“Maremagnum”, “El Viaje de la Aalazeta”) y  música para cine mudo interpretada en varios ciclos en Centros Culturales y Universidades de Madrid. 
A pesar de trabajar en España, nunca deja de tocar o grabar en Montevideo donde finalmente regresa para radicarse. En los últimos años volvió a colaborar con artistas con los que lo había hecho en los 80´ (El Sabalero, Cuarteto de Nos, A. Wolf y Los Terapeutas, Laura Canoura).
En 2011, participa como pianista, director musical y con algunas composiciones en un proyecto de difusión del flamenco en diferentes partes del mundo del guitarrista y compositor Miguel Rivera.
A partir del 2005 integra el grupo acompañante de Daniel Viglietti. Como consecuencia de su vuelta a Uruguay “La Tribu”, como idea más que como grupo, muda su “casa central” a Montevideo y debuta el 8 de diciembre de 2007 con un proyecto de diez de los mejores músicos del país. Tríos y cuartetos más pequeños con Osvaldo Fattoruso, Roberto De Bellis, Pablo Somma, Martín Ibarburu se desprenden de ella y participan en conciertos a lo largo de 2007-08 en Maldonado y Montevideo, y en conciertos-eventos como la presentación del libro “Este Momento Rasgado” en el Instituto Goethe y la presentación del CD-clínica de Roberto Galletti.
Con los dos primeros realiza la grabación "Borderlaininjazz" para el sello Perro Andaluz, Premio Graffiti Mejor disco de Jazz/Fusión.
Desde 2008 es pianista y director musical de Laura Canoura, con quién realiza la producción musical de su último trabajo, "Un amor del bueno".
Integra “Rompe Tambó”, junto con Roberto De Bellis, Martín Ibarburu, Martín Muguerza y Nego Haedo con quienes debuta en el Festival Internacional de Percusión (2010).
En 2024 colabora junto a Riki Musso en su canción Volver a los 47.